# Усть-Пристанська сільська рада
Усть-При́станська сільська рада (рос. Усть-Пристанский сельский совет) — сільське поселення у складі Усть-Пристанського району Алтайського краю Росії.
Адміністративний центр — село Усть-Чаришська Пристань.

## Історія
2009 року було ліквідоване село Шипуново.

## Населення
Населення — 4482 особи (2019; 5136 в 2010, 5890 у 2002).

## Склад
До складу сільської ради входять:
| Населений пункт               | Населення, осіб (2002) | Населення, осіб (2010) |
| ----------------------------- | ---------------------- | ---------------------- |
| Беспалово, село               | 54                     | 23                     |
| Усть-Чариш, село              | 143                    | 90                     |
| Усть-Чаришська Пристань, село | 5691                   | 5023                   |
| Шипуново, село                | 1                      | 0                      |